# 水體地名學
水體地名學（英語：Hydronym）是地名學的一種類型，用以表示河流和溪流、湖泊、池塘、沼澤、沼澤和海洋的等水體的專有名稱。 作爲地名學的分支，其研究的對象包含水體的專有名稱、這些名稱的來源、歷史依據、含義、以及它們在歷史中的發展。

## 語言學現象
一個水體的命名常會根據居住在其沿岸的族羣的不同而有不一樣的名稱。舉例來說，藏語：རྫ་ཆུ和泰語：是泰文和藏文中對於同一條河流的稱呼──湄公河。
不同語言對水體的稱呼有可能有着類似的字源，舉例來說，多瑙河、頓河、聶斯特河和聶伯河都包含有錫西厄語中「河流」一詞的概念。約旦河、雅孔河的名稱均包含了埃及語的「河水」一詞也是一例子。